# Patella vulgata
Patelle commune
Espèce
La Patelle commune, Patella vulgata, est une espèce de mollusques gastéropodes marins prosobranches, connu aussi sous les noms vernaculaires de birinic, bernic, brennig en Bretagne, d'où le français bernique ou bernicle, flie en Normandie occidentale, lampote en Normandie orientale et en Picardie, jambe en Charente-Maritime, alapedo, arapedo en Provence, d'où arapède en français régional et plus familièrement chapeau chinois (à ne pas confondre avec Calyptraea chinensis). Il est très commun sur les rochers de l’estran auxquels il adhère fermement. Son corps est protégé par une coquille approximativement conique.

## Anatomie

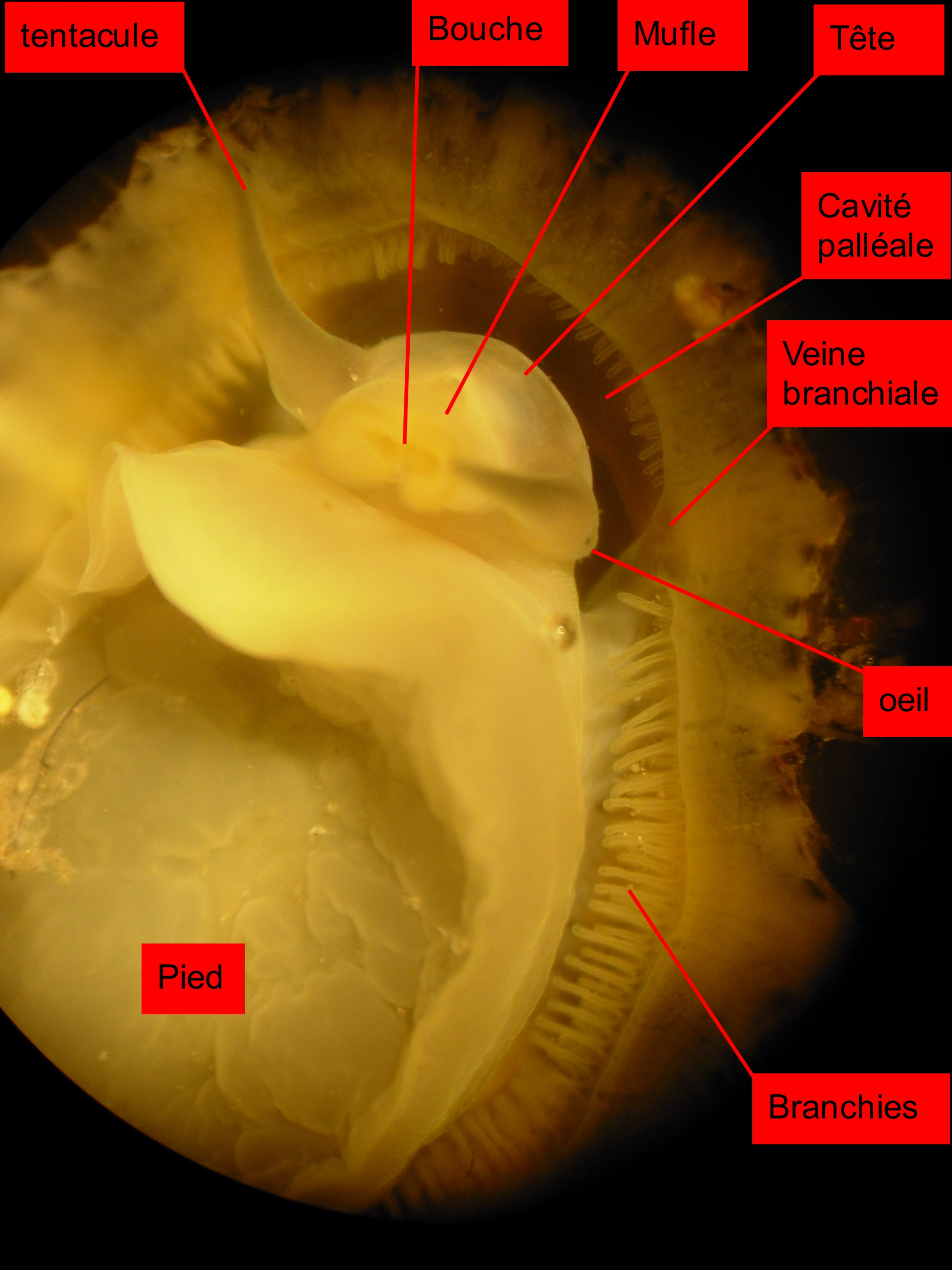
Patelle décollée du rocher, vue de quelques organes.
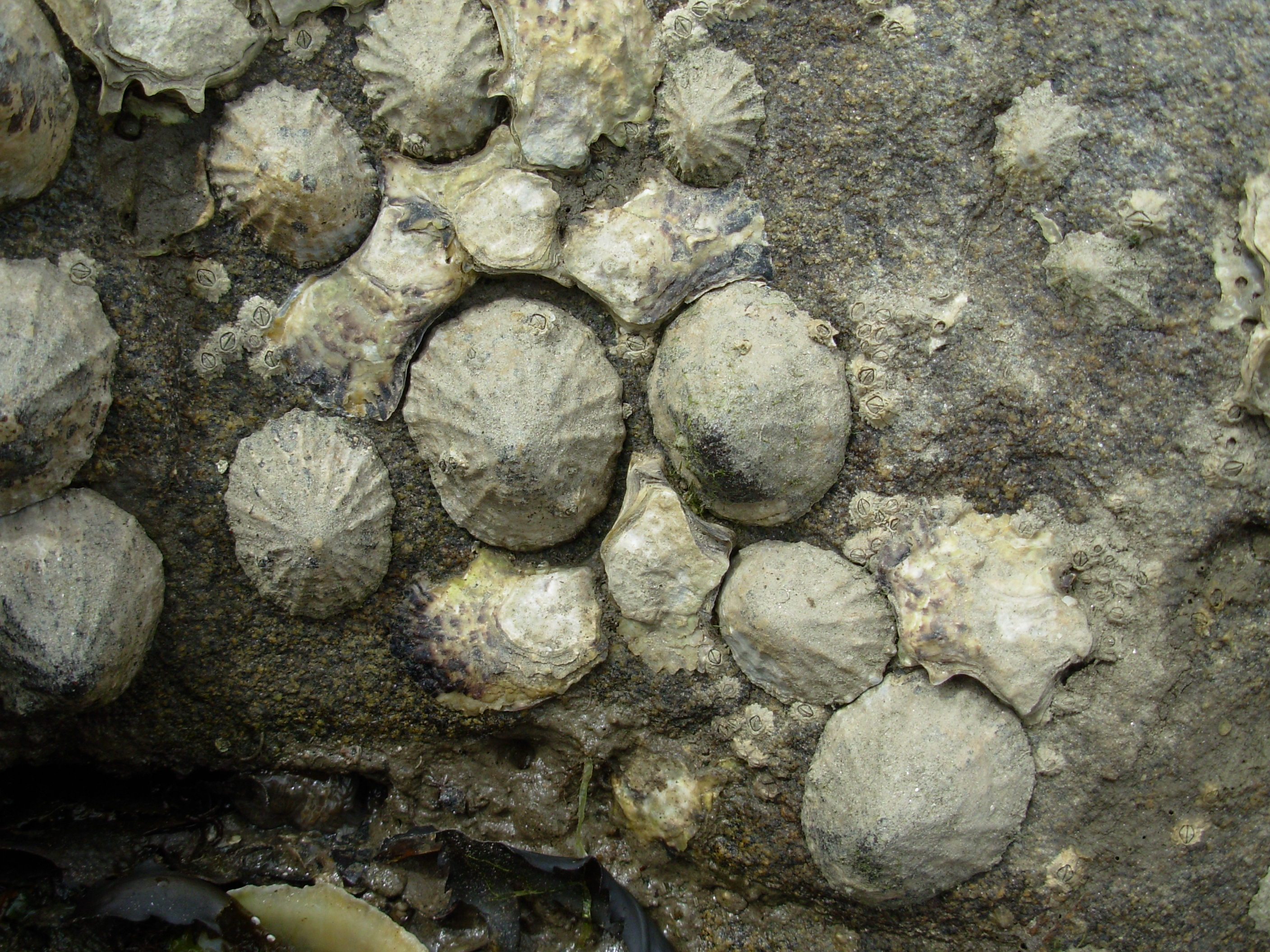
Patella vulgata résistant à la croissance des huîtres voisines.
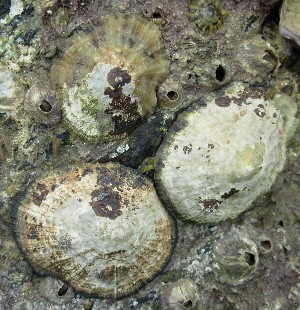
Patella vulgata, coquilles épousant la forme du relief. Les petits animaux coniques voisins sont des balanes, Crustacés parfois appelés, à tort, « petites berniques ».

### La coquille
Sa forme conique n’est pas parfaite, sa base n’est pas exactement circulaire et son sommet, assez nettement excentré, est déporté du côté de la tête de l’animal. Cette coquille est ornée de stries, plus ou moins marquées, rayonnant à partir de son sommet. Des reliefs concentriques, correspondant à des arrêts ou des perturbations de la croissance, croisent les stries rayonnantes. Le bord de la coquille s’applique étroitement au support en épousant ses éventuelles irrégularités. L’intérieur de la coquille est lisse. On y distingue nettement une marque en fer à cheval qui correspond à l’insertion du muscle de la coquille, très développé, qui permet notamment d’appliquer fermement le rebord de la coquille contre la surface à laquelle est fixé le pied. L’ouverture du fer à cheval se situe à l’avant, au-dessus de l’emplacement de la tête de la patelle. La coquille est sécrétée par un bourrelet de l’épiderme appelé manteau ou pallium.

### Le corps
Le corps de la patelle est constitué d’une tête, d'une cavité palléale, d’un pied et d’une masse viscérale.

#### La tête
Elle est équipée de deux grands tentacules à fonction tactile et qui sont peut-être aussi le siège du sens chimique. Ces tentacules portent, près de leur base, du côté externe,  deux taches noires : les yeux.
La tête est prolongée par un mufle extensible à l’extrémité duquel se trouve la bouche dont le plancher est équipé d’un organe qui  permet à la patelle de prélever sa nourriture : la radula, équipée de très nombreuses dents. Cet organe remarquablement long (environ 1,5 fois la longueur de la coquille) est replié sur lui-même dans une poche indépendante du tube digestif et s’étend jusqu’à la partie arrière droite du corps où il peut décrire une boucle.

#### La cavité palléale
Si ce n’est pas à proprement parler une « partie »  du corps de l’animal, la cavité palléale est une formation caractéristique des mollusques qui contient des organes importants et  sa position, chez les Prosobranches, mérite explication.
Le manteau ou pallium s’étale au-dessus de la tête à la manière d’un auvent et délimite ainsi une cavité appelée cavité palléale, au fond de laquelle s’ouvre, sur la droite, l’anus, flanqué, à sa gauche de l’orifice du rein gauche et à sa droite de l’orifice du rein droit qui est aussi l’orifice génital. De chaque côté de la cavité palléale on remarque, sur le plancher, une tache rouge-orangé : l’osphradie. Les deux osphradies sont des chimiorécepteurs, c’est-à-dire des organes qui détectent les substances chimiques dissoutes dans l’eau (ce qui correspond à notre sens du goût et de l’odorat).
Tous ces éléments sont normalement situés à l’arrière du corps  et leur position chez la patelle (et les Prosobranches d’une manière générale), presque au-dessus de la tête de l’animal, est la conséquence d’un avatar de son développement appelé torsion, dont les effets sont également très nets au niveau de l’anatomie du système nerveux notamment.
Contrairement à de nombreux Prosobranches (terme qui signifie « à  branchies situées en avant », sous-entendu, du cœur), la patelle ne possède pas de branchies (branchies primaires) dans sa cavité palléale : ses organes respiratoires sont représentés par de très nombreux feuillets (branchies secondaires) disposés transversalement dans un sillon situé autour du pied et en avant de la tête.

#### Le pied
À contour arrondi, il est musculeux. Il sert à la reptation et à la fixation de l’animal sur son support. Le contact extrêmement étroit de cet organe avec la roche est rendu parfaitement étanche grâce à une couche de mucus qui participe à la remarquable solidité de l’adhérence.

#### La masse viscérale
Elle est constituée essentiellement par :
- le tube digestif très long et contourné, logé dans son annexe, la glande digestive, de couleur jaune, brune ou verdâtre. L’ensemble constitue une masse sombre située au-dessus du pied, en arrière de la tête.
- la gonade, mâle (testicule) ou femelle (ovaire) est située au-dessous de la glande digestive (généralement) et se développe surtout du côté gauche de l’animal. Les sexes sont séparés.
- les reins : le rein gauche est de taille réduite, situé à gauche de l’anus, le rein droit, mince mais très étendu, s’étale sur tout le côté droit, jusqu’à l’arrière de la glande digestive.
- le cœur (une oreillette à l’avant, un ventricule à l’arrière) est logé dans une poche péricardique située entre le rein gauche et le pilier antérieur gauche du muscle de la coquille, au fond de la cavité palléale.
- le système nerveux comporte principalement trois paires de ganglions (cérébroïdes, pleuraux et pédieux) situés de part et d’autre de la région antérieure du tube digestif[4].

## Alimentation
À l’aide de leur radula les patelles grattent la surface des rochers sur lesquels elles sont installées et de ce fait elles consomment la pellicule d’algues microscopiques ou de petite taille qui s’y développent  ainsi que les petits organismes animaux (crustacés, annélides, mollusques, etc.) logés dans ce « gazon ».  Mais il leur arrive aussi de s’attaquer aux grandes algues que sont les ascophylles et les fucus dont elles prélèvent des morceaux et qu’elles sont susceptibles de couper et d’éliminer.
Chaque patelle exploite durant la période d’immersion (surtout de jour) et d'émersion (surtout de nuit), un territoire de quelques décimètres de diamètre (mais elle peut s'éloigner jusqu'à 1,6 m et revient, avant que la mer se retire, à son emplacement d’origine). Cependant, sur les rochers lisses, ou lorsque la nourriture se fait rare, certaines patelles ont un comportement beaucoup plus vagabond et peuvent parcourir des distances de plusieurs mètres voire de plusieurs décamètres sans revenir à leur emplacement.

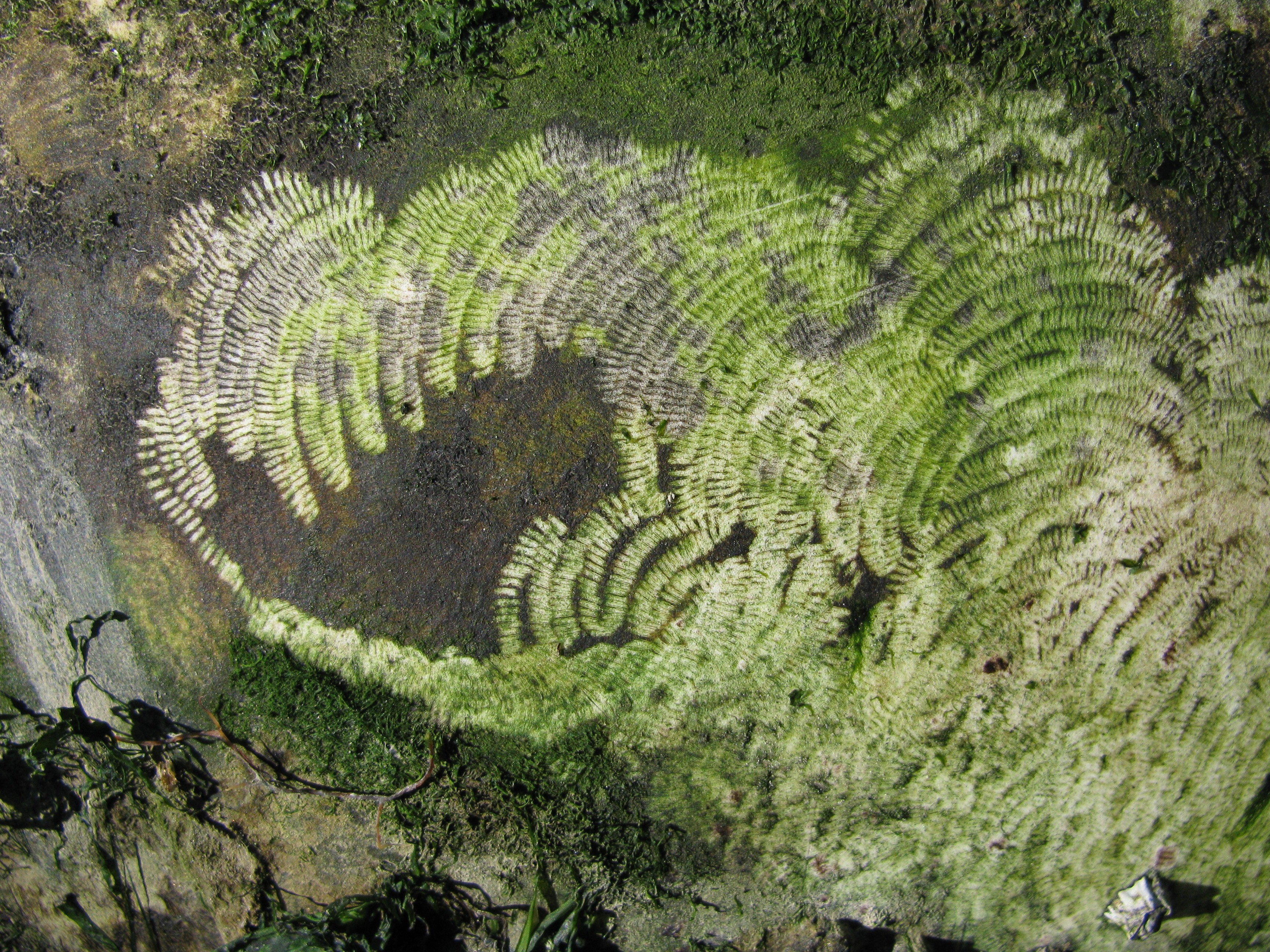
Traces de broutage (marques de la radula) d'une patelle

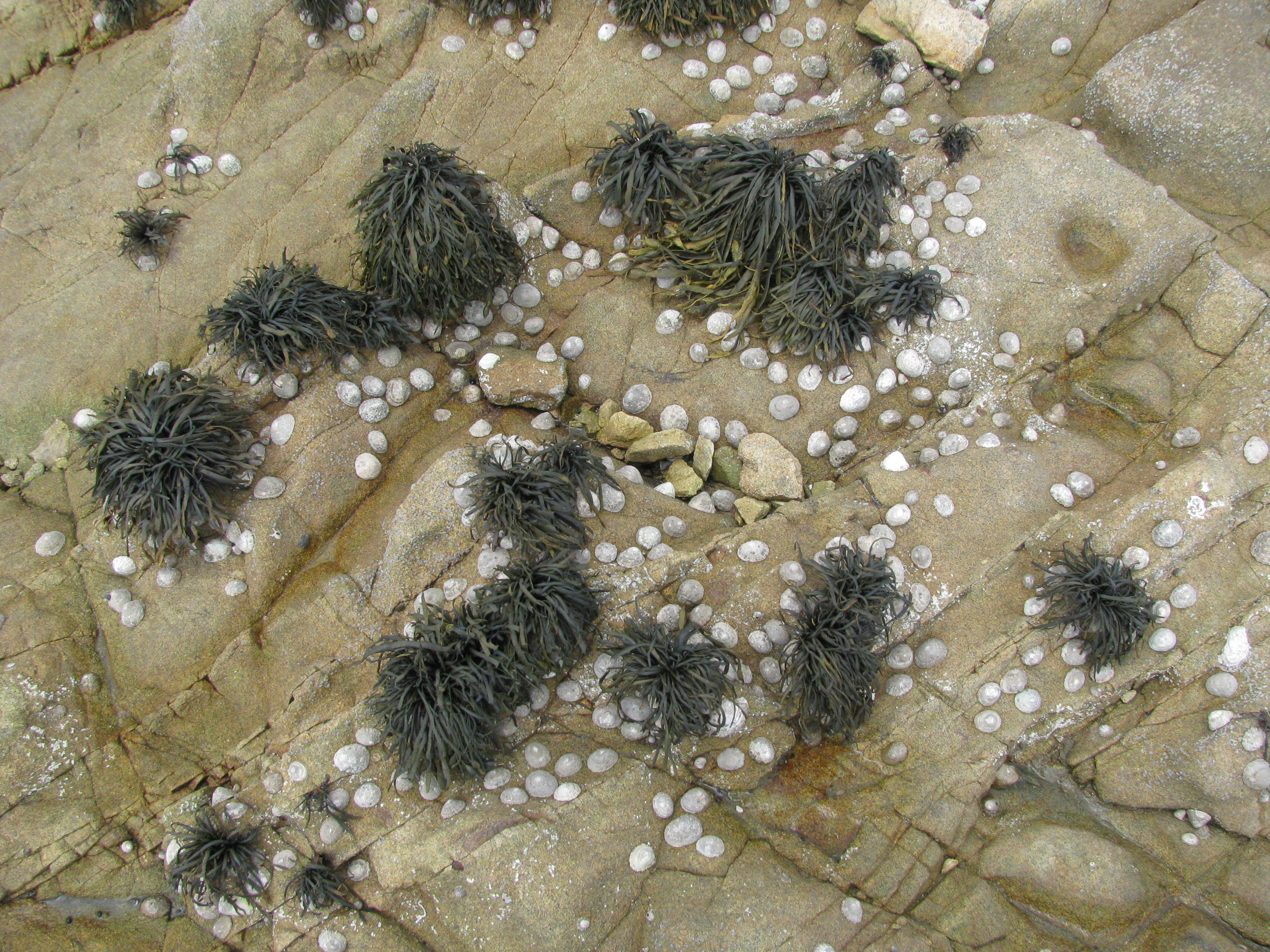
Patella vulgata s'attaquant à des touffes d'ascophylles

## Reproduction
La patelle commune est un animal hermaphrodite successif,,, c'est-à-dire qu'il commence son activité sexuelle comme mâle et  qu’une partie au moins des individus devient ensuite femelle (les mâles demeurent toujours majoritaires dans les populations). Il n’est pas impossible que certaines femelles redeviennent ensuite mâles.
Les gonades sont mûres à la fin de l’été et en automne. La ponte a lieu en automne et en hiver. Les gamètes (spermatozoïdes et ovules) sont libérés directement dans l’eau de mer où se produit la fécondation.
Les larves, ciliées,  vivent dans le plancton environ deux semaines et se métamorphosent sur le fond en donnant des juvéniles qui ne mesurent que 0,2 mm de longueur. Les juvéniles se rencontrent principalement  dans les parties basses de l’estran où les rochers restent toujours humides et dans les flaques.

## Durée de vie
La durée de vie est généralement de l’ordre de 5-7 ans pour les patelles du niveau moyen de l’estran, mais celles des parties hautes, à croissance lente dans cet environnement où elles disposent de peu de temps pour se nourrir, peuvent vivre près de 20 ans.

## Consommation

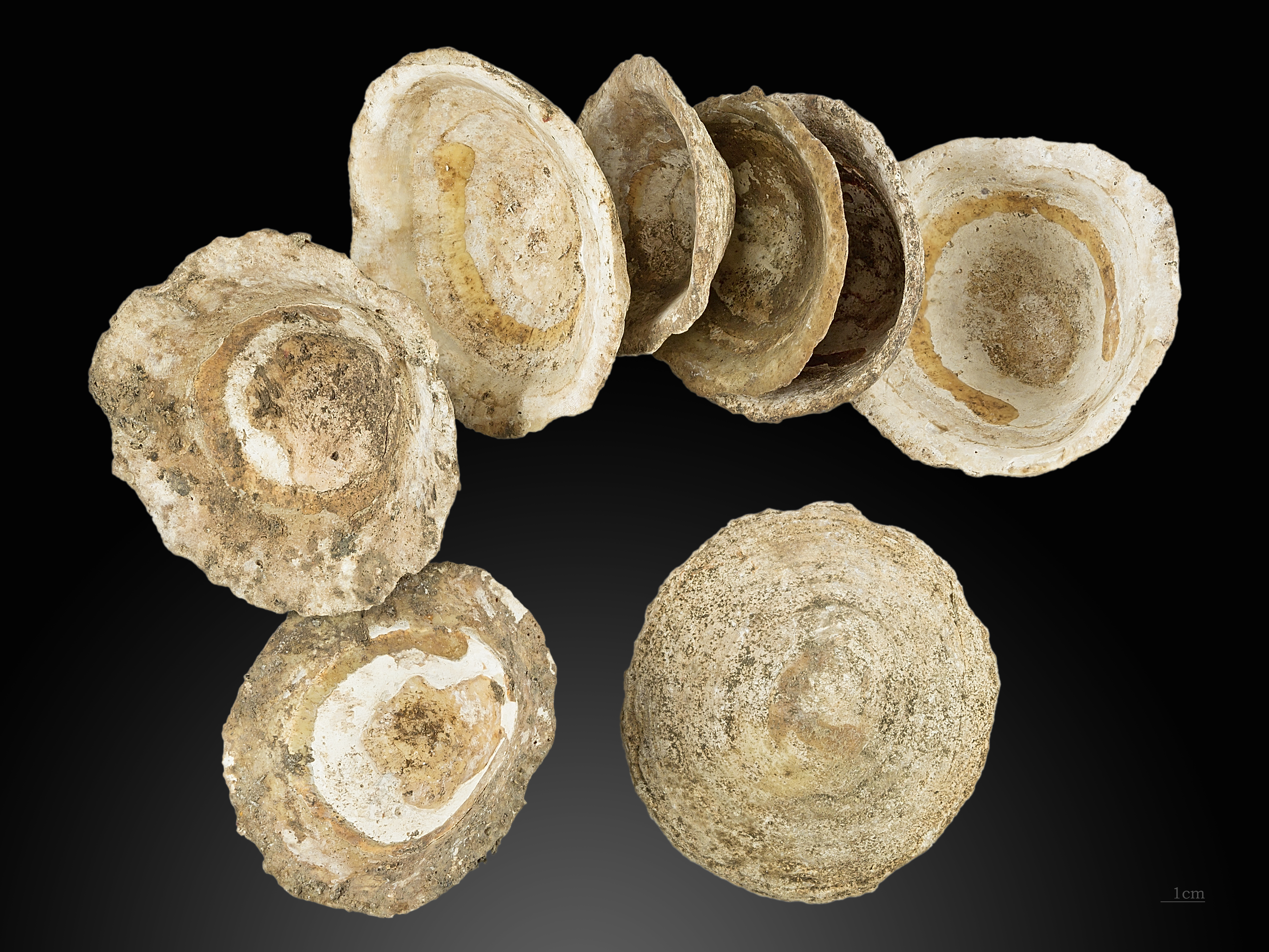
Reste de repas du Magdalénien Altamira - Muséum de Toulouse

La couche magdalénienne de la grotte d'Altamira en Espagne a permis d’exhumer les plus anciennes traces de consommation de patelles par l'homme.
Récoltées dans des zones réputées salubres, les patelles sont comestibles, à l’état cru, toute l’année. On peut également les cuire en les accommodant de manières diverses : ragoûts, pâtés, grillades etc. Pour la consommation à l’état cru, il est préférable de sélectionner les animaux de taille petite ou moyenne,  récoltés au bas de l’estran, car ils ont une chair plus tendre et plus goûteuse.
Situées à des niveaux découvrant à toutes les marées, les patelles constituent une source de protéines, de glucides et de lipides, facilement accessible et gratuite, souvent méprisée de nos jours. Elles ont cependant constitué dans un passé encore récent (au moins jusqu’aux années 1950) une part non négligeable de l’alimentation des populations du littoral et ont souvent permis aux plus démunis d’échapper à la famine.